# Ziegelmehl (Baustoff)
Bei Ziegelmehl handelt es sich um ein Produkt aus zerkleinerten Ziegelsteinen. Bei größerer Korngröße werden gebrochene Ziegelsteine als Ziegelsplitt bezeichnet.

## Herstellung
Die Herstellung erfolgt durch Zerkleinern von Ziegelabfällen oder sortenreinem Ziegelschutt aus Dach- und Mauerziegeln in Hammerbrechern und anschließendes Aussieben.

## Eigenschaften
Auch die Brenntemperatur des Ziegels verändert die Eigenschaften des Mehls: Je stärker der Ziegel gebrannt wurde (Klinker, Schamotte), desto hydraulischer sind seine Eigenschaften.

## Verwendung

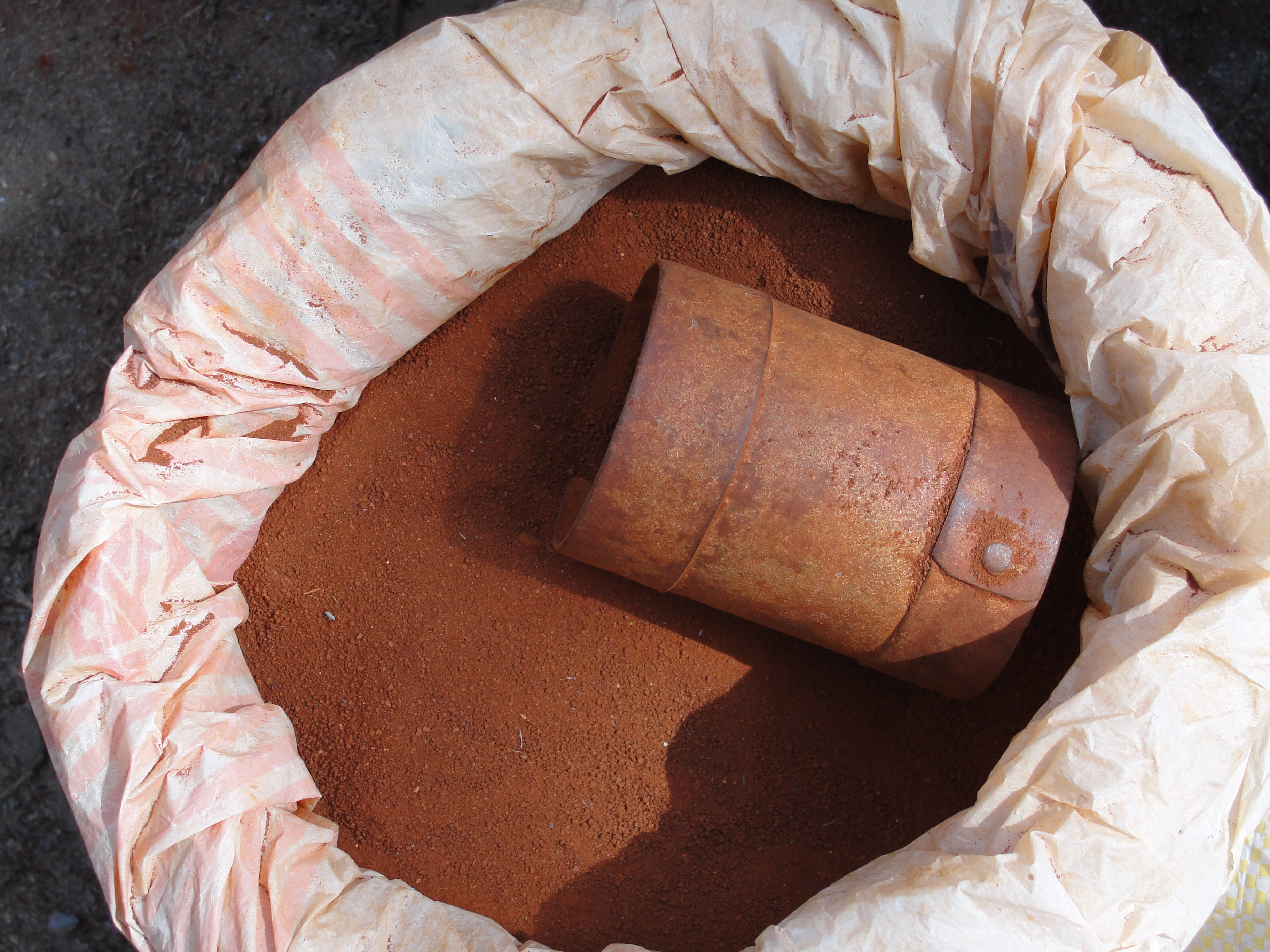
Ziegelmehl als Pigment für ein tamilisches Kolam

Ziegelmehl verwendet man als Zuschlagstoff, um Kalkmörtel mit hydraulischen Eigenschaften zu versehen und damit die Festigkeit zu steigern. Ziegelmehl aus hochtemperaturgebrannten Schamotte-Ziegeln kann bei der Herstellung von Kalksandstein als Zuschlag mit ungefähr einem Teil Schamotte auf zwei Teile Sand zugesetzt werden.
Fein gemahlenes Ziegelmehl kann bei Putzmörtel als farbgebender Zusatz verwendet werden. Je nach Ausgangsmaterial erhält man Pigment in Gelb-, Rot- und Brauntönen. Um die Eigenschaften des Putzes nicht zu verändern, verwendet man hier eher weiche, niedertemperaturgebrannte Ziegel (aus Abbruchgebäuden).
Stark tonhaltigen keramischen Massen setzt man Ziegelmehl zu, um diese abzumagern.

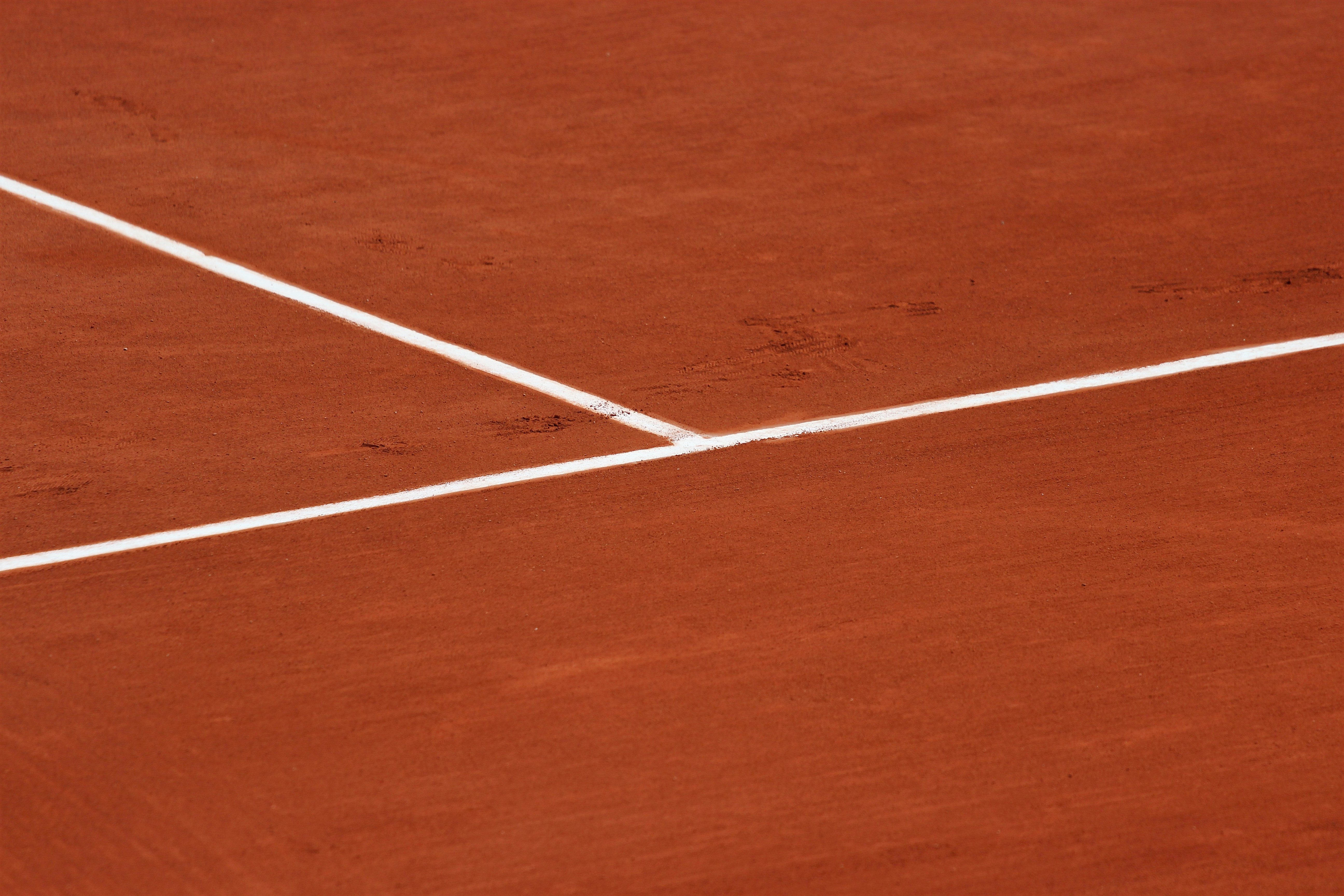
Oberfläche eines Tennisplatzes aus Ziegelmehl

Ziegelmehl dient als Belag für Tennisplätze und wird in diesem Zusammenhang auch als Tennissand oder Tennismehl bezeichnet. Es unterliegt der Norm DIN 18035/5, die Gütesicherung ist in RAL-GZ 515/1 geregelt.
Im Luftverkehr wird Ziegelmehl als Belag von Start- und Landebahnen auf einigen sehr kleinen Flugplätzen verwendet. Beispiele für Flugplätze mit Ziegelmehl als Bahnbelag sind die portugiesischen Flugplätze Sines und Praia Verde.